# 川甘美花草
川甘美花草（学名：Callianthemum farreri）为毛茛科美花草属下的一个种。

## 扩展阅读
- 维基共享资源上的相關多媒體資源：川甘美花草
- 維基物種上的相關：川甘美花草